# 塞内加尔黑人文明博物馆
塞内加尔黑人文明博物馆，由中国北京市建筑设计研究院设计，上海建工集团股份有限公司施工，始建于2011年，由中国提供3000万美元的资助，2016年1月竣工。2018年12月6日开馆。
该博物馆位于塞内加尔首都达喀尔，中国文化和旅游部部长雒树刚、塞内加尔总统马基·萨勒出席开幕仪式。
塞内加尔的独立后第一任总统利奥波德·塞达尔·桑戈尔在大约半个世纪前构想过建立这样一个博物馆，得益于中国的资金支持在21世纪10年代才得以建成。
非洲各国政府正在加大压力，要求西方博物馆归还被盗的艺术品。法国政府报告曾建议法国国家博物馆大规模归还在殖民时期掠夺的物品，法国总统马克龙在接收到这份报告后宣布，法国将立即归还贝宁在2016年请求的26件文物。